# Charlie Cole (Fotograf)
Charlie Cole (* 1955 in Bonham, Texas; † 5. September 2019 in Bali) war ein US-amerikanischer Fotograf und Fotojournalist.

## Leben
Cole wurde 1955 als Sohn eines Militärgeistlichen der US Air Force in Texas geboren, wuchs aber in Colorado Springs auf, wo sein Vater in der nah gelegenen Peterson Air Force Base stationiert war. Nach Abschluss der Schule studierte Cole bis 1978 Journalismus an der University of Texas in Denton.
Er arbeitete zunächst für die Colorado Springs Sun. Über seinen in der Zwischenzeit nach Japan versetzten Vater hatte er gute Kontakte nach Asien und insbesondere zu den dort stationierten Militäreinheiten. Gemeinsam mit seinem Studienfreund Steve Gardner verließ Cole die Vereinigten Staaten im August 1980. Beide ließen sich zunächst in Japan nieder, wo sie eine Karriere als freischaffende Fotografen verfolgten. Cole arbeitete dann für Publikationen wie Newsweek, Time oder The New York Times. Cole dokumentierte unter anderem die Unruhen in den Philippinen 1985 sowie Studentenproteste in Südkorea.
Seine Aufnahme des Tank Man beim chinesischen Tian’anmen-Massaker wurde als Pressefoto des Jahres 1989 ausgezeichnet. Coles Foto des Tank Man war eines von vier Fotos, dessen Entstehung 2005 im Dokumentarfilm Looking for an Icon untersucht wurde. Cole selbst bedauerte stets, dass das Foto sich zu einer Bildikone entwickelt hatte, weil es die Leistungen anderer Fotografen an diesem Tag in den Schatten stellte.
Bei einem Motorrad-Unfall Mitte der 1990er Jahre in Tokio wurde Cole schwer verletzt und musste eine Amputation seines Beines befürchten. Er ließ seine Tätigkeit als Fotograf einige Zeit ruhen. Danach zog er nach Jakarta und ließ sich später mit seiner indonesischen Frau in Bali nieder, wo er für die nächsten 15 Jahre als freier Fotograf tätig war. Am 5. September 2019 starb Cole in seinem Haus im Alter von 64 Jahren an den Folgen einer Sepsis, die auf eine Verletzung seines Beines zurückging.